# Собошув
Собошув (пол. Soboszów) — село в Польщі, у гміні Чарноцин Казімерського повіту Свентокшиського воєводства.
Населення — 68 осіб (2011).
У 1975-1998 роках село належало до Келецького воєводства.

## Демографія
Демографічна структура на день 31 березня 2011 року:
|          | Загалом | Допрацездатний вік | Працездатний вік | Постпрацездатний вік |
| -------- | ------- | ------------------ | ---------------- | -------------------- |
| Чоловіки | 31      | 5                  | 17               | 9                    |
| Жінки    | 37      | 5                  | 18               | 14                   |
| Разом    | 68      | 10                 | 35               | 23                   |